# Az óvadékügynök
Az óvadékügynök (eredeti cím: The Bondsman) 2025-ös amerikai akció–horrorsorozat, amelyet Grainger David alkotott. A főbb szerepekben Kevin Bacon, Jennifer Nettles, Beth Grant és Damon Herriman látható.
Az Amerikai Egyesült Államokban és Magyarországon 2025. április 3-án az Amazon Prime Video mutatta be.
2025 májusában egy évad után törölték a sorozatot.

## Cselekmény
Hub egy vidéki fejvadász, aki váratlan második esélyt kap az életre, a szerelemre és egy majdnem elfeledett zenei karrierre – csak hogy rájöjjön, régi munkája démoni fordulatot vett.

## Szereplők

### Főszereplők
| Szereplő       | Színész          | Magyar hang         |
| -------------- | ---------------- | ------------------- |
| Hub Halloran   | Kevin Bacon      | Epres Attila        |
| Maryanne Dice  | Jennifer Nettles | Ligeti Kovács Judit |
| Kitty Halloran | Beth Grant       | Molnár Zsuzsa       |
| Lucky Callahan | Damon Herriman   | Király Adrián       |
| Cade Halloran  | Maxwell Jenkins  | Molnár Olivér       |
| Midge Kusatsu  | Jolene Purdy     | Mezei Kitty         |

### Mellékszereplők
| Szereplő           | Színész         | Magyar hang |
| ------------------ | --------------- | ----------- |
| Cheryl Dawson      | Kathrine Barnes |             |
| Tommy "Tater" Dean | Mike Kaye       | Rába Roland |
| Ruby seriff        | Denitra Isler   |             |
| Ali "Cosmo" Khan   | Jay Ali         |             |

### Magyar változat
- Magyar szöveg: Vajda Evelin
- Hangmérnök és vágó: Fábián Tibor
- Lektor: Kwaysser Erika
- Szinkronrendező: Vági Tibor
- Produkciós vezető: Gyarmati Zsolt

A szinkront a Masterfilm Digital Kft. készítette.

## Epizódok
| Sor. | Év. | Cím                              | Rendező           | Író                           | Premier          |
| ---- | --- | -------------------------------- | ----------------- | ----------------------------- | ---------------- |
| 1.   | 1.  | Aranyüst (Pot O' Gold)           | Sanaa Hamri       | Grainger David                | 2025. április 3. |
| 2.   | 2.  | Valacor (Valacor)                | Sanaa Hamri       | Erik Oleson                   | 2025. április 3. |
| 3.   | 3.  | Marphos (Marphos)                | Thor Freudenthal  | Erik Oleson és Grainger David | 2025. április 3. |
| 4.   | 4.  | Erdos (Erdos)                    | Thor Freudenthal  | Erik Oleson és Grainger David | 2025. április 3. |
| 5.   | 5.  | Slypharis (Slypharis)            | Lauren Wolkstein  | Erik Oleson és Grainger David | 2025. április 3. |
| 6.   | 6.  | Kinyilatkoztatások (Revelations) | Lauren Wolkstein  | Erik Oleson                   | 2025. április 3. |
| 7.   | 7.  | Pyralis (Pyralis)                | Catriona McKenzie | Erik Oleson és Grainger David | 2025. április 3. |
| 8.   | 8.  | Lilith (Lilith)                  | Catriona McKenzie | Erik Oleson                   | 2025. április 3. |

## A sorozat készítése
2023 júniusában arról számoltak be, hogy az Amazon Prime Video nyolc, egyenként félórás epizódot rendelt meg egy horror-drámasorozatból, amelyet Grainger David alkotott, és Erik Oleson szolgál showrunnerként és vezető producerként a CrimeThink produkciós cége révén, amelynek Paul Shapiro szintén vezető producere. A Blumhouse Television nevében Jason Blum, Chris McCumber, Jeremy Gold és Chris Dickie is vezető producerként vesznek részt a projektben, akárcsak Kevin Bacon és Grainger David.
A forgatás 2024 áprilisában zajlott a Grantville-ben.

## Fogadtatás
A Rotten Tomatoes weboldalon 83%-os értékelést kapott 29 kritika alapján. Az oldal szöveges összefoglalója szerint: „Elég hátborzongató ahhoz, hogy kuncogást váltson ki, és Kevin Bacon ördögi báján lovagolva, Az óvadékügynök a horrorkomédia árujának nyomába ered, giccses stílusban.” A Metacritic oldalán 100-ból 57 pontot kapott (10 kritika alapján), ami „vegyes vagy átlagos” értékelést jelent.